# とっぽ話
とっぽ話（とっぽばなし）とは、愛媛県南予地方、特に津島町で語り継がれた民話。あるいは日常会話に盛り込む創作ホラ話。獅子文六の小説「てんやわんや」で紹介されている。
「とっぽ」とは、途方もない、奇妙奇天烈、でまかせの意味。またそのような事を言う人を「とっぽ作」と言う。
話の内容は一口に言えば「大法螺」であるが、初めから民話風にとっぽ話を話す場合と、日常の会話の中で、話の途中までは普通の会話のように話し出し、途中から自分の創作した「とっぽ話」に持ち込み、お約束のように最後は「ほんとだすらい！」と締めくくる。
聞き手は、（1人あるいは多数）途中からとっぽ話であることに気付き、頃よい加減で「また○○がよもしれん（途方もない）とっぽ言いよらい!」と笑いに持ち込むのが一般的である。
南予地方は藩政時代の一揆発生率が全国的に飛びぬけており、それからも過酷な庶民の生活をうかがい知る事ができる。
その一方で南国特有の陽気で楽天的な性格から、苦しい生活を「とっぽ話」で笑い飛ばして生きて来たと思われる。
言わば生活の知恵であり生きていく糧であったと言うことができる。
ゆえに、「とっぽ話」は場所を選ばず、改まった席や、冠婚葬祭においても大いにもてはやされる。